# Směrovací doména
Směrovací doména (anglicky routing domain) je sada sítí, které používají společné směrovací protokoly (mají společnou směrovací politiku) a jsou spravovány jedním subjektem; tato definice pochází z technické zprávy 9575. Směrovací doména může být například sada směrovačů spravovaných jednou organizací, z nichž některé obsluhují firemní síť, jiné síť pro pobočky a zbytek síť datového centra.
Autonomní systém může obsahovat několik směrovacích domén; sada směrovacích domén však může být koordinována, aniž by byla autonomním systémem.